# 双氟配合物
双氟配合物是一种配合物，由氟气分子 (F2) 和另外一个分子组成。 第一个双氟配合物是七氟化金 (AuF7)。 它看起来像一种七价金化合物， 但事实上AuF7 更像是五氟化金 (AuF5) 和 F2形成的配合物。 该结论得到了计算的多次支持。  不像双氢配合物，结构上为 η2-H2， 双氟配合物的结构是 η1-F2 （末端）。